# Антонен Арто
Антонѐн Арто̀ (на френски: Antonin Artaud) е френски драматург, актьор и режисьор. Автор е на книгата „Театърът и неговият двойник“.

## Биография и творчество
Антонен Арто е роден на 4 септември 1896 г. в Марсилия. Животът му е бурен, объркан, пълен с пътувания в търсене на духовни истини (Мексико, Ирландия ...) и неразбиране от обществото, престои в психиатрични клиники, опиум, пейот.
Арто е актьор, режисьор, теоретик и поет. Неговото творчество и работа са променили много от възгледите за театъра, използва сюрреалистични и символични елементи, но е творец със собствени открития извън жанровите определения. Той е мистик, изследващ и търсещ, в театъра трансцендентални пътища за възвръщане на човека към изгубената му същност.
„Ние не сме свободни. И небето може все още да се провали над главите ни. И театърът е създаден да ни научи преди всичко на това."
През 20-те Арто отива в Париж, занимава се с актьорство и поезия (първия сборник стихове „Небесна игра на табла", „Кореспонденция с Жак Ривер"), малко по-късно се включва в групата на сюрреалистите. В края на 1926 г. заедно с Роже Витрак и Робер Арон основават театър „Алфред Жари". Имат четири спектакъла от осемте си постановки. Пише сценария на сюрреалистичния филм на Жермен Дюлак от 1928 година „Раковината и свещеникът“ („La Coquille et le clergyman“).
През трийсетте години на ХХ век Арто извежда теории за сюрреалистичния „Театър на жестокостта". Базирайки се на фантазията и ритуала, този вид театър разбива възприятията на зрителите, атакувайки техните дълбоко вкоренени страхове, опасения, страстни желания, които обикновено са потиснати. Фурстрира хората с гледката на техните собствени инстинкти без защитата на цивилизацията. Последователно шокира публиката и предизвиква обратна реакция, екстремните човешки природи (обикновено лудост и перверзии) са живописно представени на сцената. Това донякъде е антилитературен бунт, „Театърът на жестокостта" обикновено минимализира текста, набляга на писъци, нечленоразделни крясъци, плачове и символични жестове. Арто се опитва да докаже, че театърът трябва да подчини литературния текст на мимиката, музиката, жеста. Тези идеи са реализирани в продукцията „Ченчи" (1935 г., автор, режисьор и актьор е Арто), но наистина са изложени в теоретичната му творба „Театърът и неговият двойник". Едва след Втората световна война, обаче те придобиват по-осезаема форма, най-напред с адаптацията на „Процесът" по Франц Кафка (1947 г.). През 60-те движението става популярно и повлиява на успеха на продукцията на Питър Брук и Петер Вайс „Марат – Сад" на Кралската Шекспирова трупа.
Умира на 4 март 1948 г.
Антонен Арто вярва, че цивилизацията е превърнала човека в отвратителен и потиснат робот, че функцията на театъра е да го пречисти от всички негови отрицателни емоции и инстинкти, като ги пресъздава на сцената, и така зрителят, преживявайки ги заедно с актьорите, да се освободи от тях. Да възвърне своята естествена интиуитивна енергия.
| „ | Съвременният театър запада, защото е загубил чувството за сериозното... и в крайна сметка връзката с Опасността. Защото е изгубил, от друга страна, чувството за истински хумор... Защото е скъсал с духа на дълбока анархия, който лежи в основата на всяка поезия. | “ |

Арто размества сценичното пространство и границите между изпълнителя и публиката, представя митични спектакли, включващи словесни заклинания, болка, писъци, вибриращи светлини, огромни марионетки, конструкции на няколко етажа извън сцената, която в обичайния смисъл не съществува. Противно на мнението на много, Арто мисли, че театърът е не само психологически, но и пластически, движенчески. Обръща специално внимание на дишането. За всяко чувство, за всеки скок в човешката емоционалност, има съответен начин на дишане, който е подходящ и го предизвиква. „Актьорът е атлет на сърцето... И аз мога с йероглифа, на един дъх, да преоткрия идеята за свещен театър." Според Гротовски, анализирани като практическа система, принципите на Арто водят до „стереотипен жест за всяка една емоция".
Арто оставя значително и интересно творчество: „Теглилка за нерви", „Изкуството и смъртта", „Хелиогабал, или коронованият анархист", „За едно пътуване в земята на тарахумарите", „Нови откровения за битието", „Индианска култура", „Съучастници и изтезания" и още публикувани преди и след смъртта му.
| „                                          | В този театър всяко творчество идва от сцената, намира своя превод и даже извора си в таен психически импулс, който е Словото отпреди думите... Те като че ли идват от примитивните сливания с Природата, облагодетелствани от двойствен Дух. Той раздвижва Проявеното. Става дума за своеобразна Първофизика, от която Духът никога не се е откъсвал... Всичко това прилича на заклинание за Нахлуване на нашите демони... Това око от блян, което сякаш ни поглъща и пред което ние сме фантом... | “ |
| Антонен Арто „Театърът и неговият двойник“ | |   |

## Избрана филмография като актьор
- „Fait-divers“ (1923)
- „Наполеон“ („Napoléon“, 1927)
- „Страстите на Жана д'Арк“ („La Passion de Jeanne d'Arc“, 1928)
- „Les croix de bois“ (1932)